# Aintoura
Aintoura (Arabisch: عينطورا; Syrisch: ܥܝܢܛܘܪܐ) is een stad en gemeente in het district Keserwan van het gouvernement Keserwan-Jbeil in Libanon. De stad ligt 18 kilometer ten noorden van Beiroet. Aintoura ligt op een gemiddelde hoogte van 230 meter boven zeeniveau en heeft een totale oppervlakte van 71 ha. De inwoners zijn overwegend maronitisch-christelijk. De naam Aintoura betekent "de bergbron" (ܥܝܢܛܘܪܐ) in het Syrisch-Aramees.